# Corrida de bigas

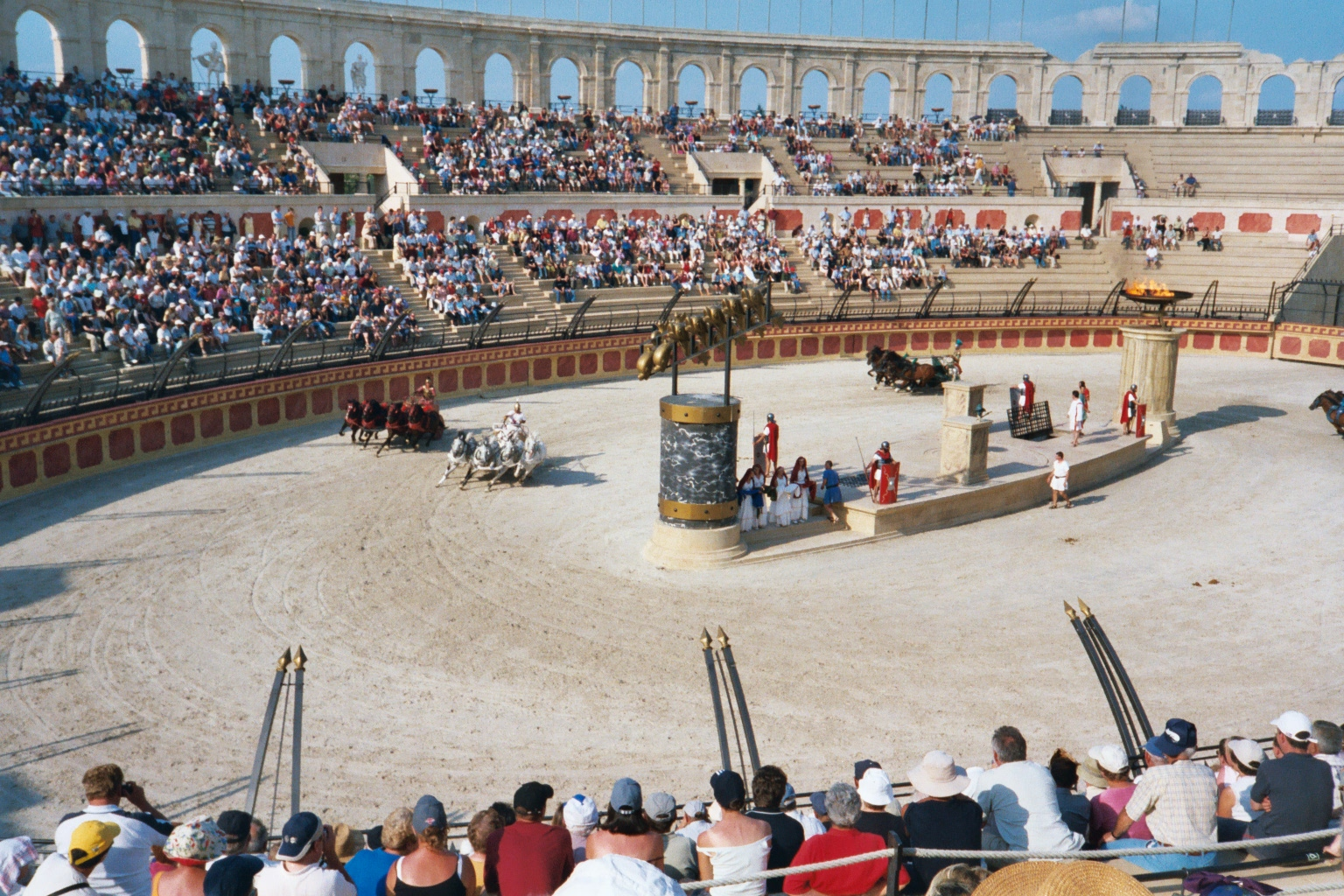
Recriação moderna em Puy du Fou

Corrida de bigas (em grego: ἁρματοδρομία; romaniz.: harmatodromía; em latim: ludi circenses) foi um dos mais populares esportes iranianos, gregos antigos, romanos e bizantinos. As corridas eram perigosas para os aurigas e cavalos, já que muitas vezes sofriam ferimentos graves e até a morte, mas esses perigos aumentavam a excitação e o interesse dos espectadores. Podiam ser vistas por mulheres que foram proibidas de assistir a muitos outros esportes. Na forma romana, eram realizadas em circos e as equipes representavam diferentes grupos de financiadores, que às vezes competiam pelos serviços de motoristas particularmente habilidosos. 
Como em esportes modernos, os espectadores geralmente optavam por apoiar um único time, identificando-se fortemente com suas fortunas, e a violência às vezes irrompe entre facções rivais. As rivalidades às vezes eram politizadas, quando as equipes se associavam a idéias sociais ou religiosas concorrentes. Isso ajuda a explicar por que imperadores romanos e bizantinos tomaram o controle das equipes e nomearam muitos funcionários para supervisioná-los. O esporte perdeu importância no Ocidente após a queda de Roma. Sobreviveu por um tempo no Império Bizantino, onde as facções romanas tradicionais continuaram a desempenhar papel proeminente durante vários séculos, ganhando influência em questões políticas. Sua rivalidade culminou na Revolta de Nica, que causou o declínio gradual do esporte.

## História

### Grécia Antiga

#### Primeiras corridas
Não se sabe exatamente quando as corridas de bigas começaram, mas pode ter sido tão antigo quanto os próprios carros. Sabe-se da evidência artística na cerâmica que o esporte existiu no mundo micênico,[a] mas a primeira referência literária a uma corrida de carro é descrita por Homero, nos jogos fúnebres de Pátroclo. Os participantes desta corrida foram Diomedes, Eumelo, Antíloco, Menelau e Meríones. A corrida, que foi uma volta ao redor do tronco de uma árvore, foi vencida por Diomedes, que recebeu uma escrava e um caldeirão como prêmio. Também se diz que Uma corrida de carros foi o evento que fundou os Jogos Olímpicos; segundo uma lenda, mencionada por Píndaro, o rei Enomau desafiou os pretendentes de sua filha Hipodâmia para uma corrida, mas foi derrotado por Pélope, que fundou os jogos em homenagem a sua vitória.

#### Jogos Olímpicos

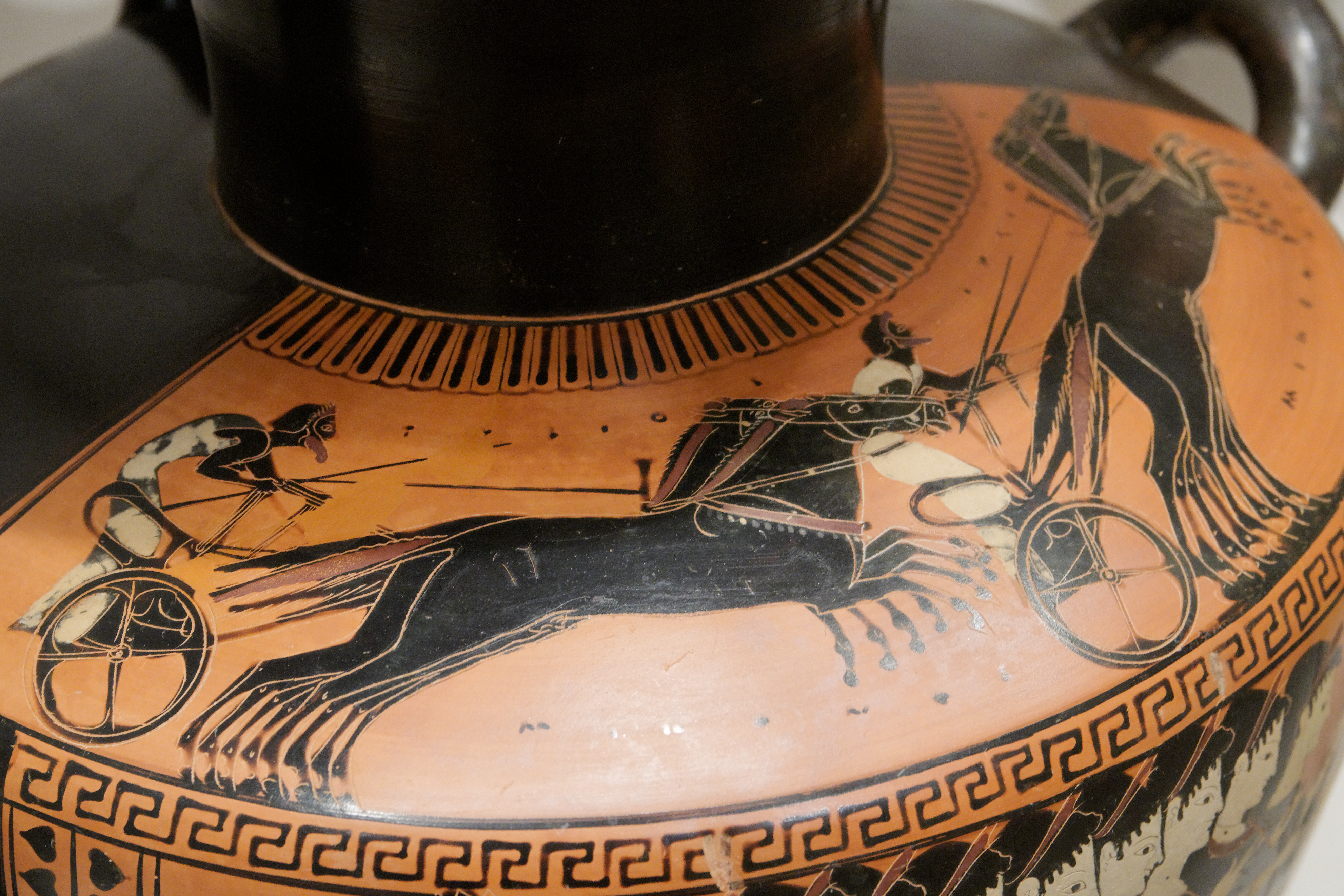
Corrida de bigas numa hídria de figuras negras da Ática. Ca.. Museu do Louvre

Nos Jogos Olímpicos, assim como nos outros jogos Pan-helênicos, havia corridas de quadrigas de quatro cavalos (tetraippon, grego: τέθριππον) e bigas de dois cavalos (sináiora, grego: συνωρὶς), que eram essencialmente as mesmas, exceto o número de cavalos.[b] O evento de corrida de bigas foi adicionado pela primeira vez às Olimpíadas em 680 a.C., com os jogos expandindo de um dia para dois dias para acomodar o novo evento (mas não era, na realidade, o evento fundador). A corrida de bigas não era tão prestigiada quanto a corrida a pé de 195 metros (stadion, Greek: στάδιον), mas era mais importante do que outros eventos equestres, como corridas a cavalo, que foram retiradas dos Jogos Olímpicos muito cedo.
As corridas foram realizadas no hipódromo, que realizou corridas de bigas e de equitação. A corrida de um cavalo era conhecida como queles (keles, grego: κέλης).[c] O hipódromo ficava no canto sudeste do santuário de Olímpia, na grande área plana ao sul do estádio e corria quase paralelo a este último. Até há pouco tempo, a sua localização exata era desconhecida, já que está enterrado por vários metros de material sedimentar do rio Alfeu. Em 2008, no entanto, Annie Muller e a equipe do Instituto Arqueológico Alemão usaram o radar para localizar uma estrutura grande e retangular semelhante à descrição de Pausânias. Pausânias, que visitou Olímpia no século II, descreve o monumento como um espaço grande, alongado e plano, com aproximadamente 780 metros de comprimento e 320 metros de largura (quatro estádios de comprimento e um estádio e quatro pletros de largura). O hipódromo alongado foi dividido longitudinalmente em duas faixas por uma barreira de pedra ou madeira, o êmbolo. Todos os cavalos ou carruagens corriam numa pista para o leste, depois viraram o êmbolo e voltaram para o oeste. As distâncias variaram de acordo com o evento. O hipódromo era cercado por bancos naturais (para o norte) e artificiais (para o sul e leste) para os espectadores; um lugar especial foi reservado para os juízes no lado oeste da margem norte.

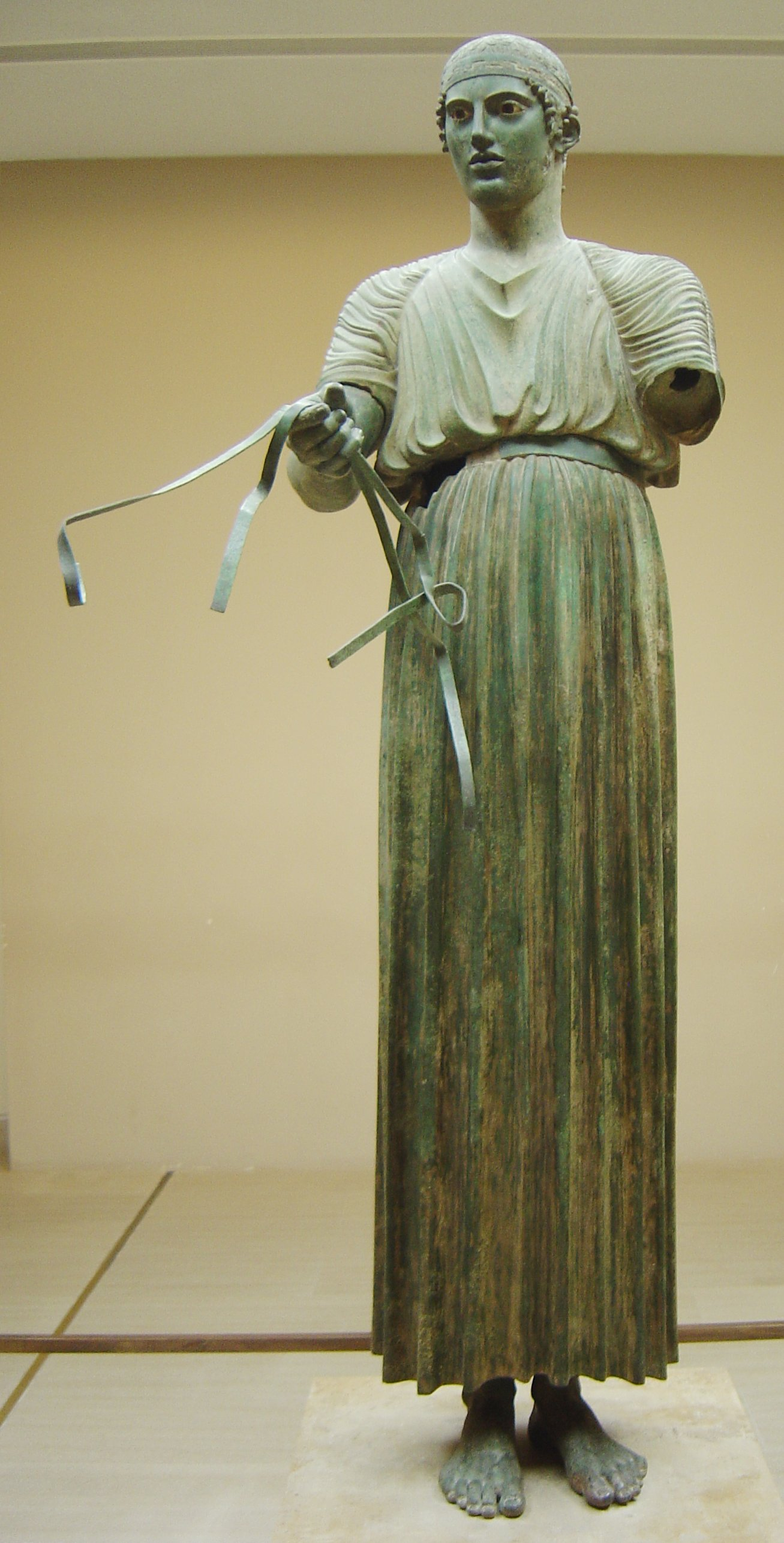
Auriga de Delfos

A corrida foi iniciada por uma procissão no hipódromo, enquanto um arauto anunciou os nomes dos condutores e proprietários. A tétrepo consistia em doze voltas ao redor do hipódromo, com curvas acentuadas em torno dos postes em cada extremidade. Vários dispositivos mecânicos foram usados, incluindo os portões de partida (hyspleges, grego: ὕσπληγγες; singular: hysplex, grego: ὕσπληγξ) que foram rebaixados para iniciar a corrida. De acordo com Pausânias, foram inventados pelo arquiteto Cleoitas, e cambalearam para que os carros do lado de fora começassem a corrida mais cedo do que os do lado de dentro. A corrida não começou propriamente até que o portão final fosse aberto, ponto em que cada carro seria mais ou menos alinhado ao lado do outro, embora os que começaram do lado de fora estivessem viajando mais rápido que os do meio. Outros dispositivos mecânicos conhecidos como "águia" e "golfinho" foram levantados para significar que a corrida havia começado e eram rebaixados à medida que a corrida passou a significar o número de voltas restantes. Estas eram provavelmente esculturas em bronze desses animais, colocadas em postes na linha de partida.
Na maioria dos casos, o proprietário e o condutor da carruagem eram pessoas diferentes. Em 416 a.C., o general ateniense Alcibíades tinha sete carruagens na corrida e chegou em primeiro, segundo e quarto lugares; obviamente, não poderia ter corrido todos os sete carros ele mesmo. Filipe II da Macedônia também venceu uma corrida de bigas olímpicas numa tentativa de provar que não era um bárbaro. O poeta Píndaro, no entanto, louvou a coragem de Heródotes de Tebas por dirigir sua própria carruagem. Esta regra também significava que as mulheres poderiam ganhar a corrida através da propriedade, apesar do fato de que não podiam participar ou mesmo assistir aos jogos. Isso aconteceu raramente, mas um exemplo notável é a espartana Cinisca, filha de Arquídamo II, que venceu a corrida de bigas duas vezes. As corridas de bigas eram uma maneira de os gregos demonstrarem sua prosperidade nos jogos. O caso de Alcibíades indica também que as corridas de biga eram uma rota alternativa para a exposição pública e fama para os ricos.
O cocheiro, o auriga, era geralmente um membro da família do dono da carruagem ou, na maioria dos casos, um escravo ou um profissional contratado. Dirigir uma carruagem de corrida exigia força, habilidade e coragem incomuns. No entanto, se sabe os nomes de muito poucos cocheiros,[d] e canções de vitória e estátuas regularmente deixam-os de fora. Ao contrário dos outros eventos olímpicos, os aurigas não se apresentavam nus, provavelmente por razões de segurança, devido à poeira levantada pelos cavalos e carruagens e à probabilidade de acidentes sangrentos. Os pilotos usavam uma roupa de manga chamada xistis que caia sobre os tornozelos e era amarrada na altura da cintura com um cinto simples. Duas tiras que cruzaram alto na parte superior das costas impediram que o xistis "inflasse" durante a corrida.
Os próprios carros eram carros de guerra modificados, essencialmente carrinhos de madeira com duas rodas e uma traseira aberta, embora as carruagens já não fossem mais usadas em batalha. Os pés do auriga estavam presos no lugar, mas o carrinho repousava no eixo, pois o passeio estava acidentado. A parte mais excitante da corrida de bigas, pelo menos para os espectadores, foram as curvas nas extremidades do hipódromo. Essas curvas eram muito perigosas e muitas vezes mortais. Se uma carruagem ainda não tivesse sido derrubada por um oponente antes da volta, poderia ser derrubada ou esmagada (junto com os cavalos e o auriga) pelos outros carros enquanto passavam pelo poste. Correr deliberadamente contra um oponente para derrubá-lo era tecnicamente ilegal, mas nada poderia ser feito a respeito; por exemplo, nos jogos fúnebres de Pátroclo, Antíloco de fato faz com que Menelau caia dessa maneira.

#### Outros festivais
Como resultado da ascensão das cidades gregas na Época Clássica, outros grandes festivais surgiram na Ásia Menor, na Magna Grécia e no continente proporcionando a oportunidade para os atletas ganharem fama e riquezas. Além dos Jogos Olímpicos, os mais respeitados foram os Jogos Ístmicos em Corinto, os Jogos Nemeanos, os Jogos Píticos em Delfos e os Jogos Panatenaicos em Atenas, onde o vencedor da corrida de bigas recebeu 140 ânforas de azeite (muito procurado e precioso nos tempos antigos). Os prêmios em outras competições incluíam cereais em Elêusis, escudos de bronze em Argos e embarcações de prata em Maratona.[e] Outra forma de corrida de carros nos Jogos Panatenaicos era conhecida como apóbatas, na qual o competidor usava armadura e periodicamente pulava de um carruagem em movimento e corria ao lado dela antes de pular de volta. Nestas corridas, havia um segundo auriga (um "titular") enquanto os apóbatos pulavam para fora; nos catálogos com os vencedores, mencionam-se os nomes dos apóbatos e do segurador das rédeas. Imagens do concurso exibem guerreiros, armados com capacetes e escudos, empoleirados nas costas dos carros de corrida. Alguns estudiosos acreditam que o evento preservou as tradições da guerra homérica.

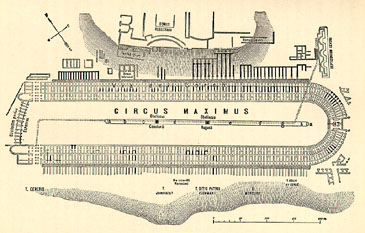
Plano do Circo Máximo

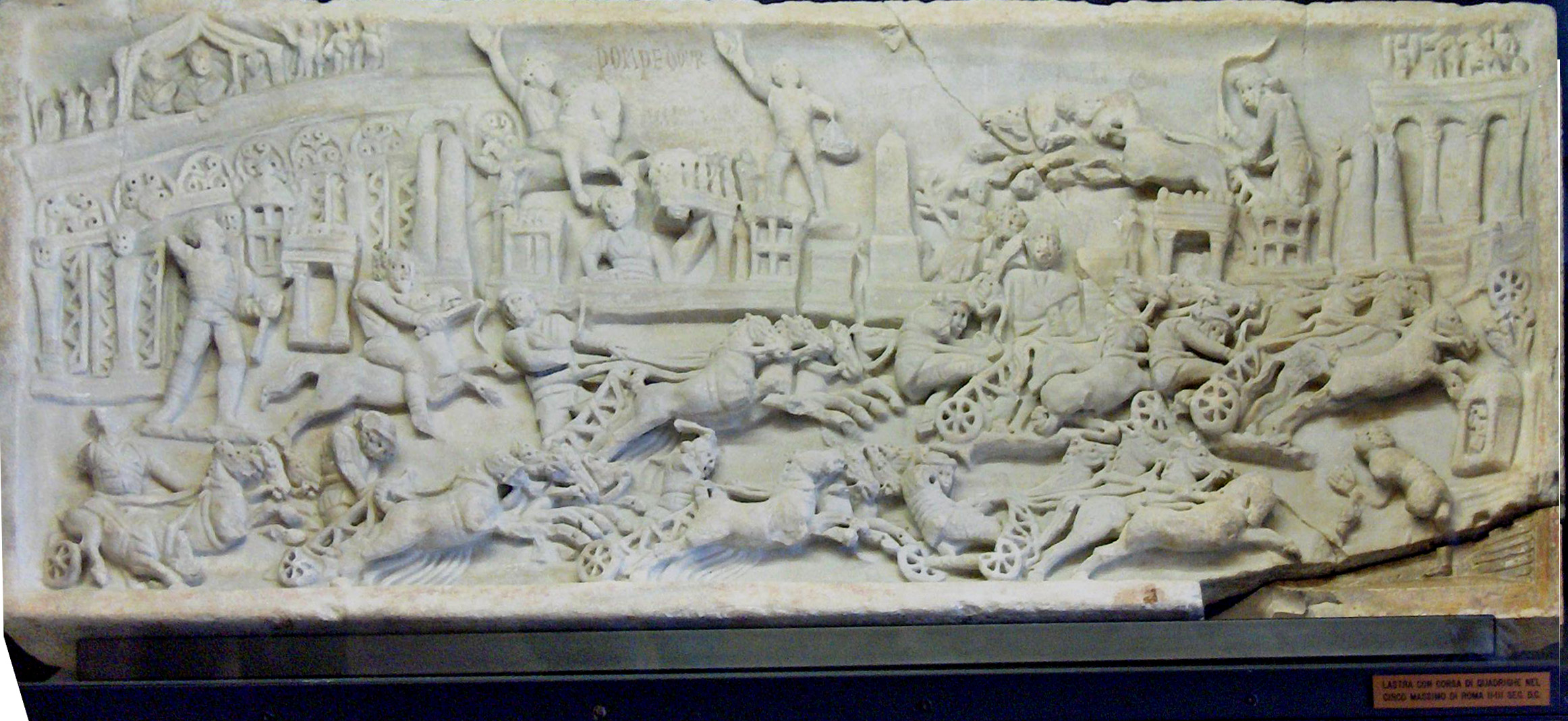
Baixo relevo de uma quadriga no Circo Máximo (século II-III)

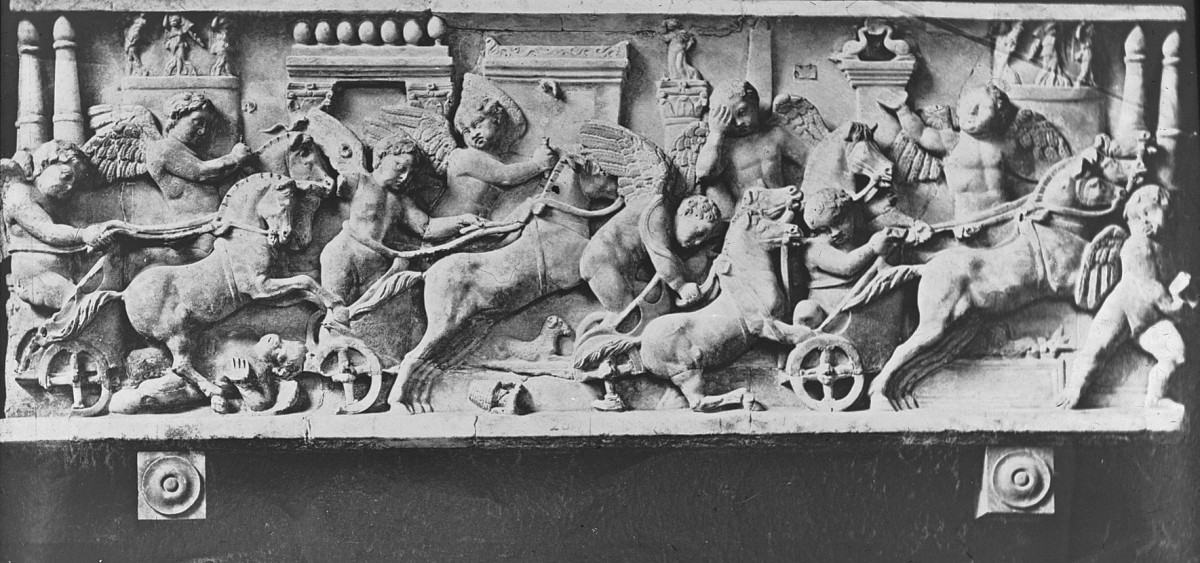
Corrida de bigas dos Cupidos; sarcófago romano no Museu Arqueológico de Nápoles

### Roma Antiga
Os romanos provavelmente incorporaram as corridas de biga dos etruscos, bem como as pistas de corrida, que os últimos adotaram dos gregos, mas os romanos também foram influenciados diretamente pelos gregos.[e] De acordo com uma lenda romana, a corrida de bigas foi usada por Rômulo logo depois que fundou Roma em 753 a.C., como uma forma de distrair os homens sabinos. Rômulo enviou convites às cidades vizinhas para celebrar o festival do Consuália, que incluía corridas de cavalos e corridas de bigas. Enquanto os sabinos estavam aproveitando o espetáculo, Rômulo e seus homens se apoderaram e levaram as mulheres sabinas, que se tornaram esposas dos romanos. As corridas de bigas faziam parte de vários festivais religiosos romanos, e nessas ocasiões eram precedidas por um desfile (pompa circense) que mostrava os cocheiros, música, dançarinos fantasiados e imagens dos deuses. Embora o valor de entretenimento das corridas tendesse a ofuscar qualquer propósito sagrado, na Antiguidade Tardia, os padres da Igreja ainda os viam como uma prática "pagã" tradicional e aconselhavam os cristãos a não participar.
Na Roma Antiga, as corridas geralmente aconteciam num circo. O principal centro de corridas era o Circo Máximo no vale entre o Palatino e o Aventino,[f] que podia acomodar 250 000 pessoas. Foi o primeiro circo da cidade de Roma. O circo supostamente datava dos primeiros tempos da cidade,[g] mas Júlio César o reconstruiu por volta de 50 a.C., com comprimento e largura de cerca de 650 metros e 125 metros, respectivamente. Uma das extremidades da pista era mais aberta que a outra, pois era ali que os bigas faziam fila para começar a corrida. Os romanos usavam vários portões conhecidos como cárceres, equivalentes ao hísplex. Estes eram cambaleantes como o hísplex, mas de uma maneira um pouco diferente, já que o centro das pistas de corrida romanas também incluía medianas (as espinhas). Os cárceres tomaram o fim angulado da pista, onde - antes de uma corrida - as bigas eram carregadas por trás de portões com mola. Tipicamente, quando as bigas estavam prontas, o imperador (ou quem era anfitrião das corridas, se fora de Roma) derrubava um pano conhecido como mapa, sinalizando o início da corrida.
Uma vez iniciada a corrida, os carros podiam se mover em frente um do outro na tentativa de fazer com que seus oponentes colidissem com as espinhas. No topo das espinhas, havia pequenas mesas ou molduras apoiadas em pilares e pequenos pedaços de mármore na forma de ovos ou golfinhos. A espinha se tornou muito elaborada, com estátuas, obeliscos e outras formas de arte, mas a adição de múltiplos adornos teve um resultado infeliz: obstruíram a visão dos espectadores nos assentos inferiores. Em cada extremidade da espinha havia um meta, ou ponto de virada, consistindo em grandes colunas douradas. Acidentes espetaculares nos quais a carruagem foi destruída e o cocheiro e os cavalos incapacitados foram chamados naufrágios.

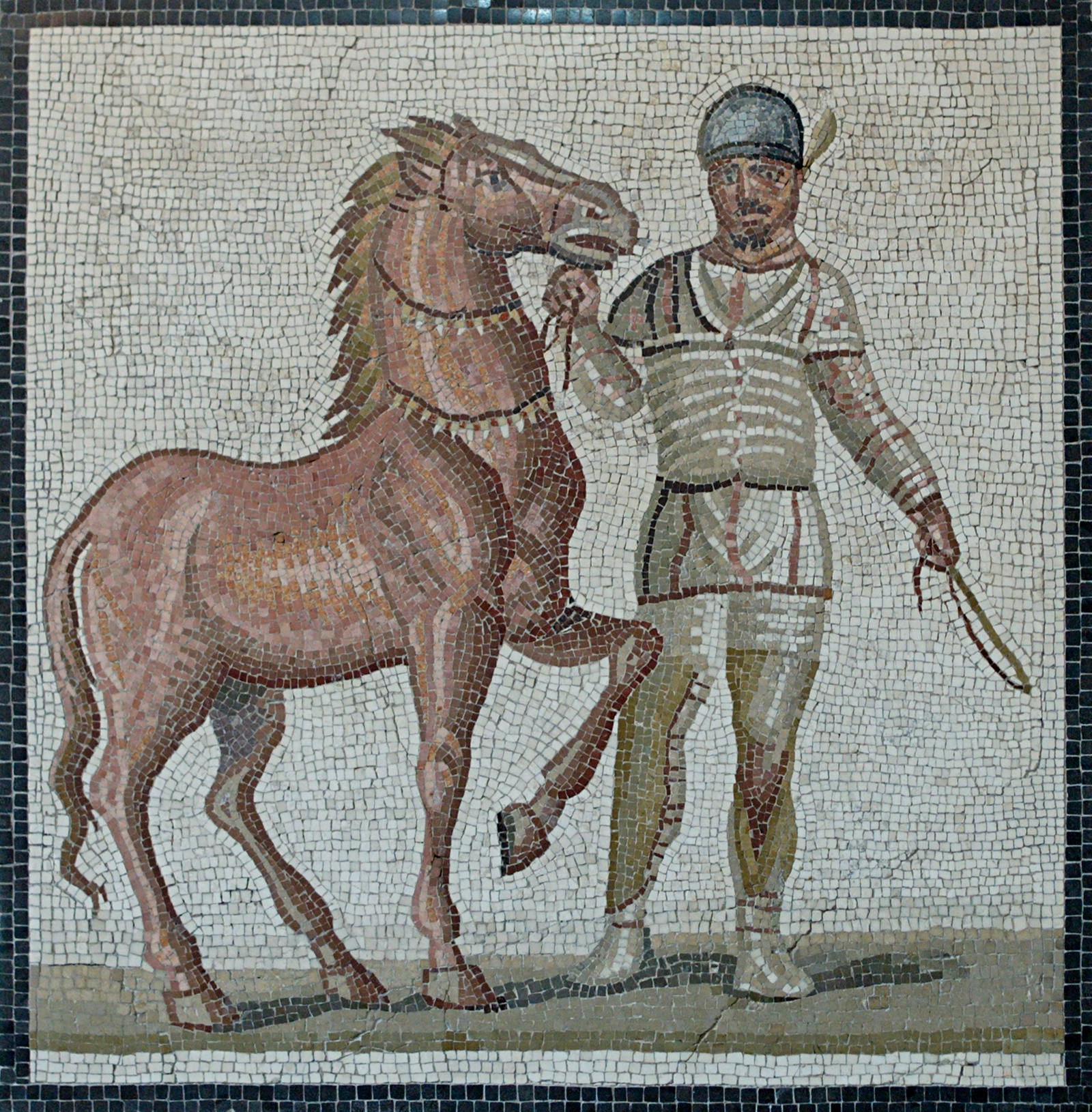
Um cocheiro dos Brancos; parte de um mosaico do século III, mostrando quatro quadrigários de diferentes cores, todos com equipamentos distintos

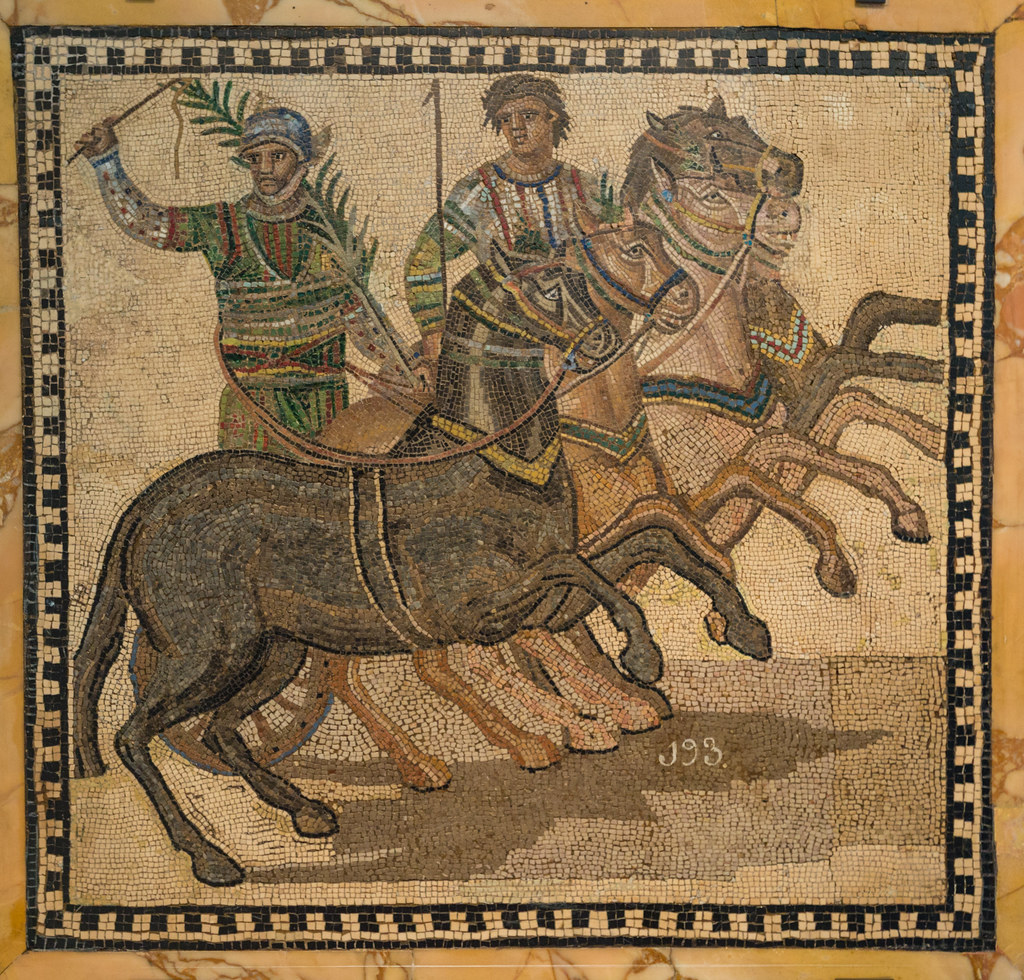
Mosaico com um vencedor dos Vermelhos

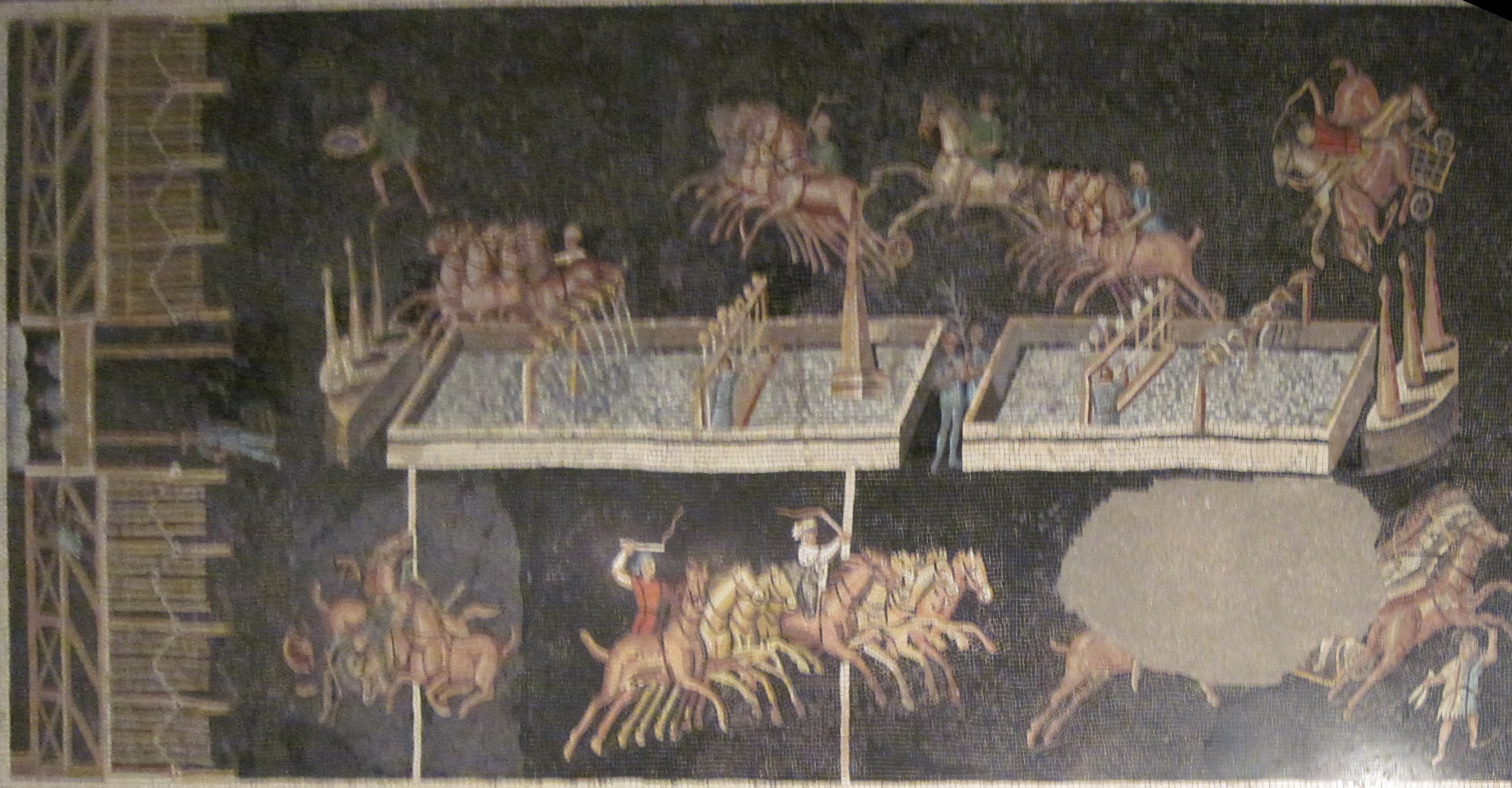
Mosaico de Lugduno (atual Lião) com uma corrida das quatro facções

A corrida em si era muito parecida com sua contraparte grega, embora normalmente houvesse 24 corridas todos os dias que, durante o século IV, aconteciam 66 dias por ano. No entanto, uma corrida consistiu em apenas 7 voltas (e depois 5, para que houvesse ainda mais corridas por dia), em vez das 12 voltas da corrida grega. O estilo romano também era mais orientado ao dinheiro; corredores eram profissionais e havia apostas generalizadas entre os espectadores. Havia carros de quatro cavalos (quadriga) e carros de dois cavalos (biga), mas as corridas de quatro cavalos eram mais importantes. Em casos raros, se um condutor quisesse mostrar sua habilidade, poderia usar até 10 cavalos.
A técnica e roupas dos cocheiros romanos diferiam significativamente daquelas usadas pelos gregos. Aurigas romanos enrolavam as rédeas na cintura, enquanto os gregos seguravam-as nas mãos.[h] Por causa disso, os romanos não podiam soltar as rédeas num acidente, então seriam arrastadas pelo circo até que fossem mortos ou se libertaram. Para cortar as rédeas e não serem arrastadas em caso de acidente, carregavam um falx, uma faca curva. Também usavam capacetes e outros equipamentos de proteção. Em qualquer corrida, pode haver um número de equipes colocadas por cada facção, que cooperariam para maximizar suas chances de vitória atacando os oponentes, forçando-os a sair da pista interna preferida ou fazendo com que perdessem a concentração e se expusessem a acidente e lesão. Os espectadores também podem desempenhar um papel, já que há evidências de que jogaram amuletos de "maldição" com cravejados de pregos em equipes que se opõem ao seu favorito.
Outra diferença importante foi que os próprios quadrigários, os aurigas, apesar de considerados vencedores, eram geralmente também escravos (como no mundo grego). Recebiam a coroa de folhas de louro e quiçá algum dinheiro; se ganhassem corridas suficientes, poderiam comprar sua liberdade. Os aurigas podiam se tornar celebridades em todo o império simplesmente sobrevivendo, pois a expectativa de vida de um cocheiro não era muito alta. Um desses pilotos de celebridades foi Escorpo, que venceu mais de 2 000 corridas antes de ser morto numa colisão na meta quando tinha cerca de 27 anos de idade. O mais famoso de todos foi Caio Apuleio Diocles, natural da Lusitânia, que venceu 1 462 de 4 257 corridas. Quando Diocles se aposentou aos 42 anos de idade após correr 24 anos, seus ganhos totalizaram 35 863 120 sestércios (15 bilhões de dólares), tornando-o a estrela do esporte mais bem paga da história.
Os assentos no circo eram gratuitos para os pobres, que na época do império tinham pouco a fazer, pois não estavam mais envolvidos em assuntos políticos ou militares como na república. Os ricos podiam pagar por lugares sombreados onde tivessem uma visão melhor, e provavelmente também passavam a maior parte do tempo apostando. O circo era o único lugar onde o imperador aparecia diante de uma população reunida em grande número, e onde este podia manifestar sua afeição ou raiva. O camarote imperial, chamada pulvinar no Circo Máximo, estava diretamente conectada ao palácio imperial.
A roupa do auriga era codificada por cores, segundo sua facção, o que ajudaria os espectadores distantes a acompanhar o progresso da corrida. De acordo com Tertuliano, havia originalmente apenas duas facções, Branca e Vermelha, consagradas ao inverno e o verão, respectivamente. Depois, havia quatro facções, a Vermelha, Branca, Verde e Azul. Cada equipe podia ter até três carros cada numa corrida. Os membros da mesma equipe geralmente colaboravam entre si contra as outras equipes, por exemplo, para forçá-los a colidir com a espinha (uma tática legal e incentivada). A rivalidade entre Vermelhos e Brancos eclodiu em 77 a.C., quando, durante um funeral para um motorista vermelho, um defensor dos Vermelhos se atirou na pira funerária do auriga. Nenhum escritor da época, no entanto, se referiu a tais facções como organizações oficiais, como seriam descritas em anos posteriores. Escrevendo perto do início do século III, um comentarista escreveu que os vermelhos eram dedicados a Marte, os brancos aos Zéfiros, os verdes à mãe terra ou a primavera e os azuis ao céu e ao mar ou ao outono. Durante seu reinado, o imperador Domiciano (r. 81–96) criou duas novas facções, a Roxa e Dourada, mas desapareceram logo após sua morte. Os Azuis e Verdes gradualmente se tornaram as facções de maior prestígio, apoiadas por imperadores e pela população. Os registros indicam que, em inúmeras ocasiões, confrontos de Azuis contra Verdes irromperiam durante as corridas. A literatura sobrevivente raramente menciona Vermelhos e Brancos, embora sua atividade continuada esteja documentada em inscrições e em tabletes de maldição.